# Cedillo
Cedillo est une commune de la province de Cáceres dans la communauté autonome d'Estrémadure en Espagne.

## Géographie

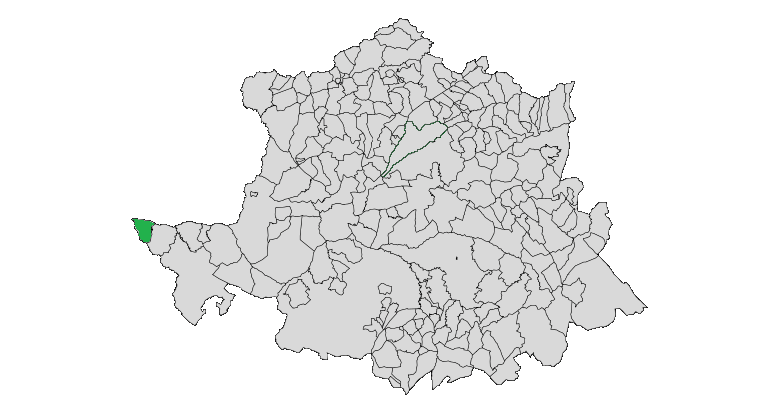
Position de Cedillo dans la province.